# Thailands flagga
Thailands flagga (thai: ธงไตรรงค์, thong trai rong [tʰoŋ traj roŋ]; vilket betyder "trikolorflaggan") består av fem ränder i färgerna rött, vitt, blått, vitt och rött. Den blåa randen är i mitten och dubbelt så bred som de övriga ränderna. Flaggan antogs av Thailand den 28 september 1917, enligt det kungliga dekretet som utfärdades av Rama VI. Sedan 2016 är den dagen en viktig nationell högtidsdag där flaggan firas.

## Historia

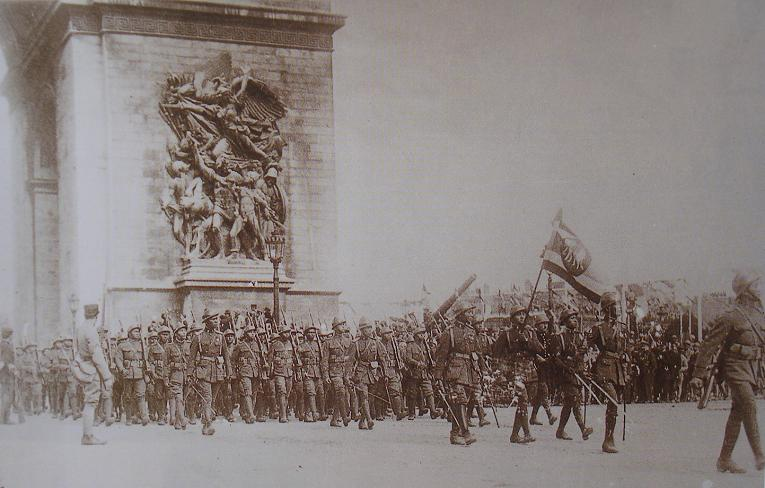
Den Siamesiska expeditionsstyrkan under första världskriget med den siamesiska trikoloren i Paris, 1919.

Thailand är det enda land i Sydostasien som aldrig koloniserats, och har därmed en obruten följd inhemska flaggor. Kungariket Siam använde under lång tid röda flaggor till havs, till en början helröda och senare med en centrerad vit chakrasymbol. Flaggan med den vita symbolen fick endast användas av kungens fartyg – privata fartyg förde den röda flaggan utan symboler. I mitten av 1800-talet började flaggan användas som nationsflagga i modern mening, och den förändrades då för att lättare kunna särskiljas från andra röda nations- och handelsflaggor. År 1855 ersattes chakrasymbolen med en vit elefant som är en traditionell nationalsymbol för Thailand.
Under första världskriget förändrades flaggan genom att två vita fält infördes i flaggans över- och underkant. Den 28 september 1917 lade man till ett blått fält i mitten av flaggan, dels för att blått var monarkens färg men också för att visa samhörighet med de allierade, varav bland andra Storbritannien och Frankrike använde flaggor i färgerna rött, vitt och blått.

### Tidigare flaggor
| Flagga         | Datum                                    | Användning                                        | Beskrivning |
| -------------- | ---------------------------------------- | ------------------------------------------------- | --- |
|                | ca 1680 – ca 1782                        | ? Nationell standard under Ayutthaya och Thonburi | En röd rektangulär flagga |
| ca 1782 – 1855 | ? Civil standard fram till 1855          |                                                   | En röd rektangulär flagga |
|                | ca 1782 – ca 1817                        | ? Stats- och örlogsstandard dekreterat av Rama I  | Röd flagga med en vit chakra, förmodligen för att representera Chakridynastin                                                                                          |
|                | ca 1817 – 1843                           | ? Förändring inrättades av Rama II                | Röd flagga med en vit elefant inuti chakrat |
|                | 1843 – 1893                              | ? Nationell standard dekreterat av Rama IV        | En vit elefant som är vänd mot stången och centrerad på ett rött fält (thai: ธงช้างเผือก, Thong Chang Pauk)                                                              |
| 1893 – 1916    | ? Civil standard fram till 1916          |                                                   | En vit elefant som är vänd mot stången och centrerad på ett rött fält (thai: ธงช้างเผือก, Thong Chang Pauk)                                                              |
|                | 1893 – 1912                              | ? Stats- och örlogsstandard                       | En vit elefant i regalier som är vänd mot stågen och centrerad på ett rött fält                                                                                        |
| 1912 – 1917    | ? Statsflagga som dekreterats av Rama VI |                                                   | En vit elefant i regalier som är vänd mot stågen och centrerad på ett rött fält                                                                                        |
|                | 1916 – 1917                              | ? Civil handelsflagga                             | Röd flagga med två horisontella vita ränder som är en sjättedel bred och en sjättedel från toppen till botten                                                          |
|                | 1917 – idag                              | ? Nationell handels-, stats- och örlogsflagga     | Flagga med en horisontell blå rand som är en tredjedel bred mellan två vita ränder en sjättedel bred, mellan röda ränder som är en sjättedel bred; känd som Trairanga. |

## Design

Konstruktionsark för Thailands flagga.

Flagglagen BE 2522 (1979) föreskriver utformningen av den nationella flaggan som "rektangulär i form som är 6 delar i bredd och 9 delar i längd, uppdelad i fem ränder över flaggans längd; varvid mellersta randen är 2 delar bred av djupblå färg, och de vita ränderna är 1 del bred bredvid varje sida av de djupblå ränderna, och de röda ränderna är 1 del bred bredvid varje sida av de vita ränderna. Den nationella flaggan ska också kallas Trai rong (trikolor)."

### Symbolik
Rött står för livet, vitt står för den rena buddhistiska tron och blått representerar kungamakten. De tre färgerna symboliserar därmed tillsammans Thailands inofficiella valspråk "Nation, religion, kung". Färgerna förekommer dessutom i många nationsflaggor i regionen, till exempel i grannländerna Kambodjas och Laos flaggor.

### Färgstandarder
| Färg | Färg | CIELAB D65 | CIELAB D65 | CIELAB D65 | CIELAB D65 |
| Färg | Färg | L*         | a*         | b*         | ΔE*        |
| ---- | ---- | ---------- | ---------- | ---------- | ---------- |
|      | Röd  | 36,4       | 55,47      | 25,42      | ≤1,5       |
|      | Vit  | 96,61      | −0,15      | −1,48      | ≤1,5       |
|      | Blå  | 18,63      | 7,89       | −19,45     | ≤1,5       |

Flaggans färger standardiserades i ett tillkännagivande från premiärministerns kansli den 30 september 2017, i samband med 100-årsdagen av dess antagande. Den ger rekommenderade värden för att bestämma standardfärgerna på fysiska tygflaggor och definieras i färgrymden CIELAB under illuminatet D65 som kan ses här till höger.
| (2017 – idag) | Röd        | Vit         | Blå        |
| ------------- | ---------- | ----------- | ---------- |
| Pantone       | 350c       | 225c        | 246c       |
| CMYK          | 0-85-70-35 | 2-1-0-3     | 39-43-0-71 |
| RGB           | 165-25-49  | 244-245-248 | 45-42-74   |
| Hexadecimal   | #A51931    | #F4F5F8     | #2D2A4A    |

| (1917 – 2017) | Röd       | Vit         | Blå        |
| ------------- | --------- | ----------- | ---------- |
| Pantone       | 358c      | 109c        | 248c       |
| CMYK          | 0-88-85-7 | 0-0-0-0     | 54-63-0-69 |
| RGB           | 237-28-36 | 255-255-255 | 36-29-79   |
| Hexadecimal   | #ED1C24   | #FFFFFF     | #241D4F    |

## Provinsernas flaggor
Var och en av Thailands 77 provinser har en egen flagga.

Amnat Charoen
Ang Thong
Ayutthaya
Bangkok
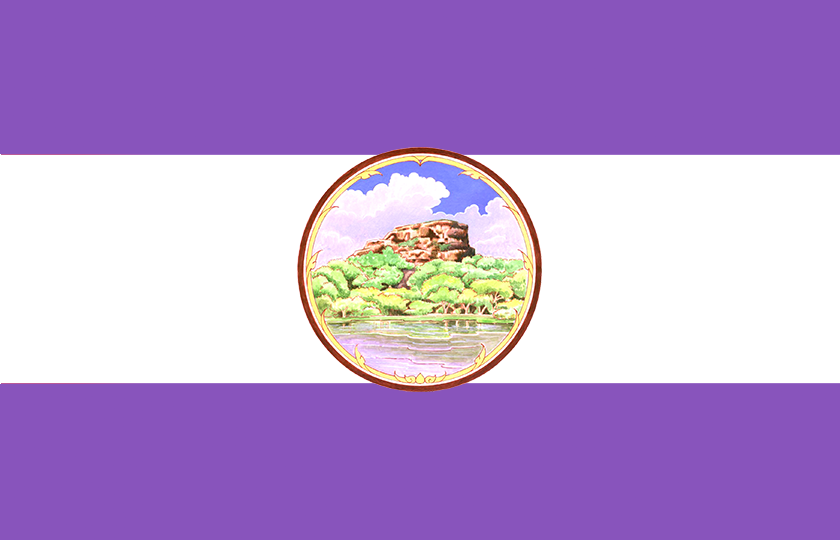
Bueng Kan
Buri Ram
Chachoengsao
Chai Nat
Chaiyaphum
Chanthaburi
Chiang Mai
Chiang Rai
Chon Buri
Chumphon
Kalasin
Kamphaeng Phet
Kanchanaburi
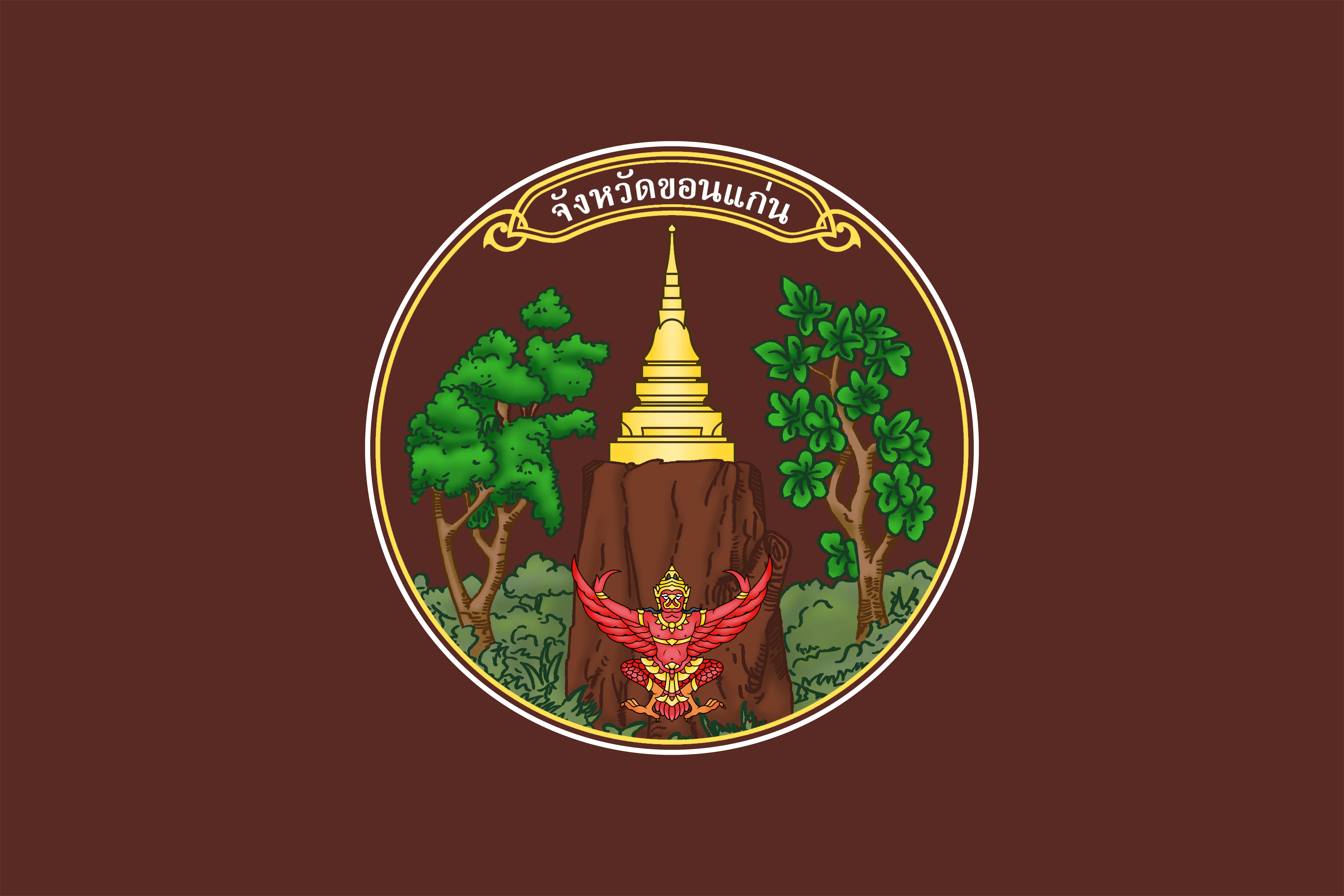
Khon Kaen
Krabi
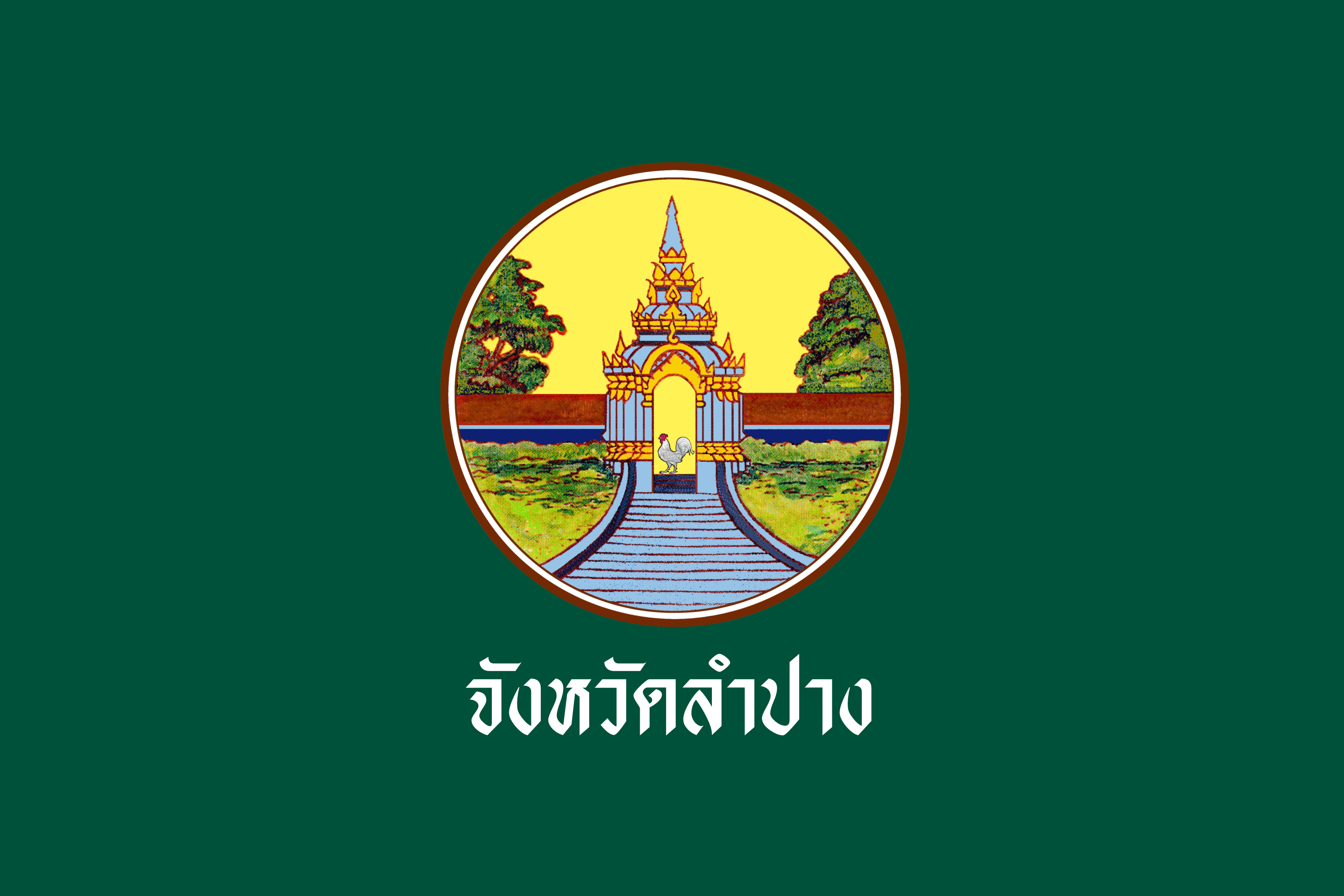
Lampang
Lamphun
Loei
Lop Buri
Mae Hong Son
Maha Sarakham
Mukdahan
Nakhon Nayok
Nakhon Pathom
Nakhon Phanom
Nakhon Ratchasima
Nakhon Sawan
Nakhon Si Thammarat
Nan
Narathiwat
Nong Bua Lam Phu
Nong Khai
Nonthaburi
Pathum Thani
Phang Nga
Phatthalung
Phayao
Phetchaburi
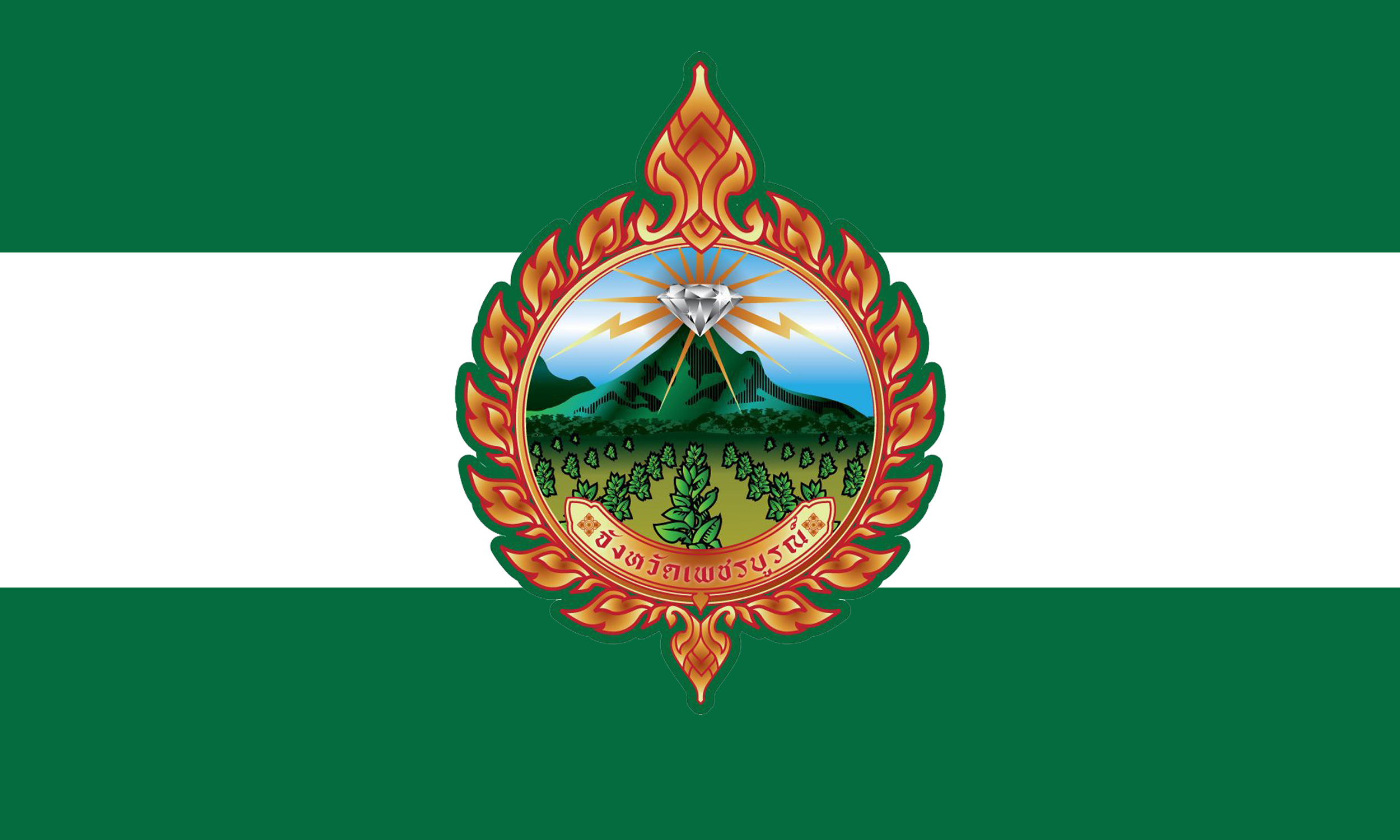
Phetchabun
Phichit
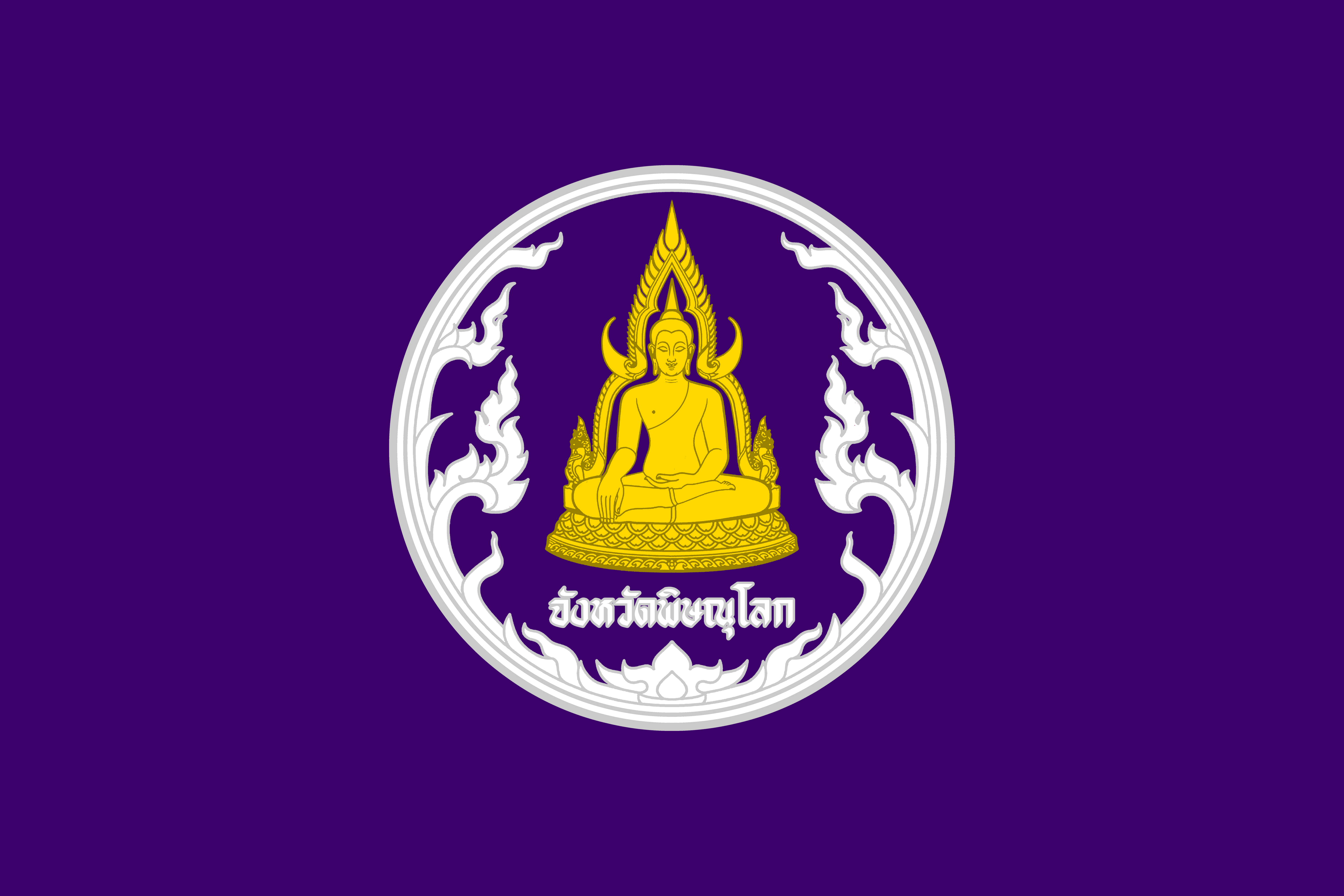
Phitsanulok
Phrae
Phuket
Prachin Buri
Prachuap Khiri Khan
Ranong
Ratchaburi
Rayong
Roi Et
Sa Kaeo
Sakon Nakhon
Samut Prakan
Samut Sakhon
Samut Songkhram
Saraburi
Satun
Sing Buri
Sisaket
Songkhla
Sukhothai
Suphan Buri
Surat Thani
Surin
Tak
Trang
Trat
Ubon Ratchathani
Udon Thani
Uthai Thani
Uttaradit
Yala
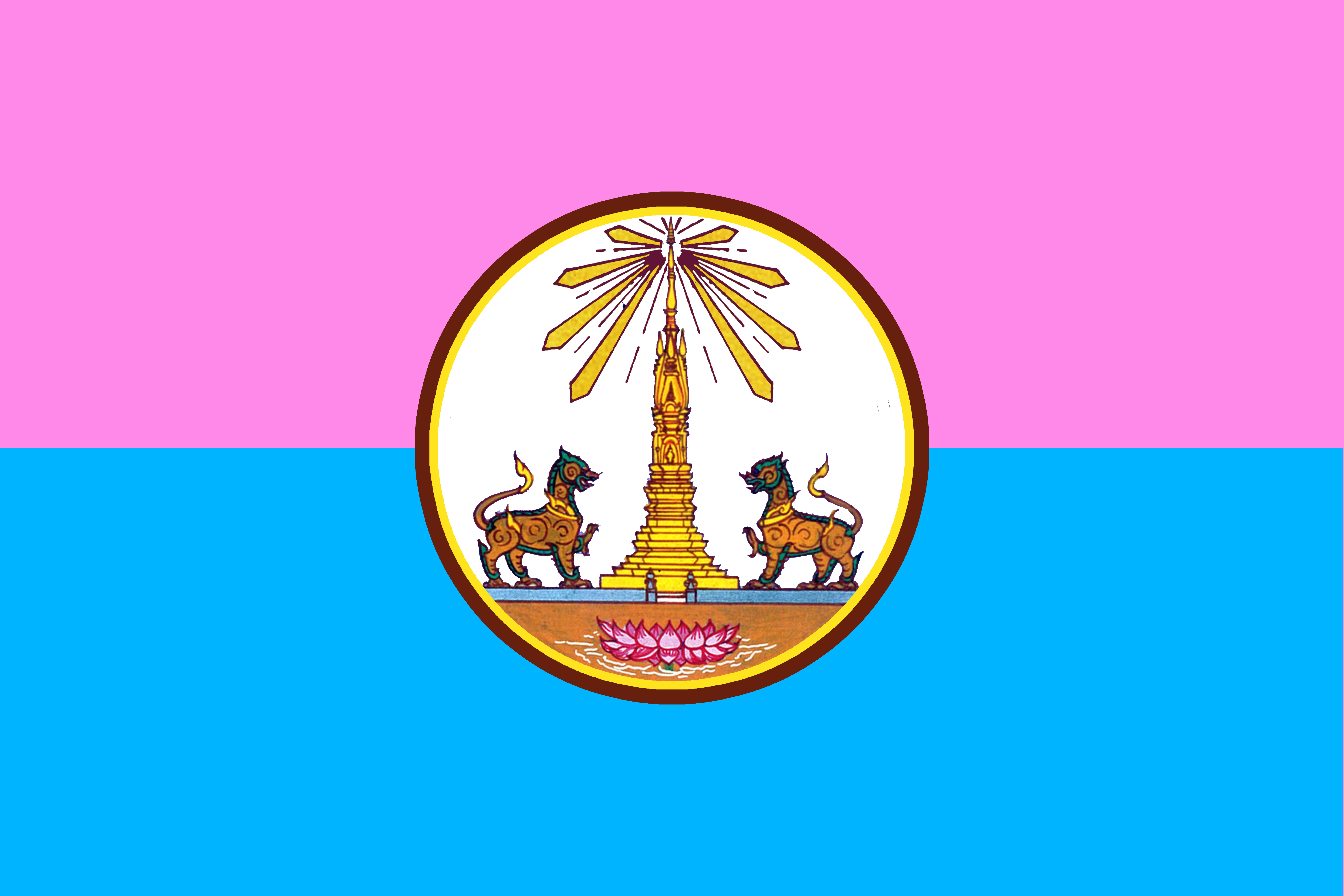
Yasothon